# Odontomyia picea
Odontomyia picea är en tvåvingeart som beskrevs av Walker 1851. Odontomyia picea ingår i släktet Odontomyia och familjen vapenflugor. Inga underarter finns listade i Catalogue of Life.